# Jean Daviot
Pour les articles homonymes, voir Daviot.
Jean Daviot est un artiste plasticien français né à Digne-les-Bains le 20 février 1962. Il vit et travaille à Paris.

## Biographie
Sorti de l'école d'art de la Villa Arson à Nice, Jean Daviot utilise divers moyens d’intervention : la vidéo, la photographie, la peinture, mais aussi des actions dans le paysage en sensibilisant le public à la fragilité des milieux naturels ou encore des travaux sonores. Le travail de Jean Daviot parle d’altérité, il utilise les outils du lien : traces, langages, écritures, pour créer les formes d’un rapport à l’Autre.
À partir de 1994, il réalise des "Ombrographies" en prenant des empreintes de visages et de mains en photocopie, traces qu'il transfère sur des toiles blanches. Depuis 1999, il trace le contour de personnes passées dans son atelier : les « Visiteurs du soi ». Dans ces peintures le corps et son ombre se rejoignent dans une même forme : « la forme du corps est le corps de la forme ». Dans « les Silences », il interroge le langage des mains : pictogrammes d’un langage universel de silence. Dans « Srevne », présentée à « la Force de l'art » en 2006 au Grand-Palais à Paris, il fait entendre sa voix à l’endroit, à l'envers et à l'envers de l'envers. Il sculpte la langue comme un objet, qui devient alors le palimpseste d’une réflexion à voix-off. 
« L'écart des mots », sont des photographies où il insère des mots dans des paysages, des ciels, des villes, jouant sur leurs signifiés et leurs signifiants. Avec « Vherbe » Il fait réellement pousser des mots dans les paysages en lettres d’herbe ou de végétaux, ils peuvent mesurer plusieurs centaines de mètres, le critique Victor Mazière nomme ces actions des "Géogrammatiques situées": « MEmoiRE » près de la grotte du Pech Merle ou encore "ImaGinE" à la fondation Genshagen à Berlin ou encore "Lieu et lien" devant le Palais du Pharo à Marseille.
Depuis 1995, il réalise des peintures numériques "Écritures de lumières", où il se sert d'une caméra vidéo comme d'un pinceau : le procédé est simple, en apparence, la caméra tourne au ralenti, il dirige l'objectif vers des planètes émettant ou réfléchissant la lumière, le soleil, Vénus, Jupiter ou la Lune ou encore des villes la nuit et laisse dans le mouvement de sa main la lumière se déposer sur le support en l'aspirant. C’est la lumière même qui se dépose en éclats de couleurs, faisceaux d’oscillations de flux sur l’écran, la toile, le mur. Travail que nommera Marc-Alain Ouaknin "le ciel au bout des doigts" titre d'une monographie qu'il a écrit sur l'artiste. Depuis 2007, dans ses "Bocca del mondo" Jean Daviot fait parler et dialoguer d'immenses jarres en terre, la nuit leur bouche se transforment en planètes.
À partir de 2013, il réalise des pièces extérieures, comme "en visage le paysage", où il fait apparaitre des points de vue sur des lieux à travers la forme découpée de son visage dans la pierre ou le métal. «Traverse» est une sculpture pénétrable, un passage, une mezuzah qui fait porte, son socle est l’ombre de son vide. L'artiste précise : "le mot traverse sans le T est l’anagramme de rêver au futur : tu rêveras".
En 2014, il crée une forme d’écriture qu’il nomme les « Néogrammes » ; ce sont des combinaisons de lettres qui forment des signes en se superposant, créant ainsi de nouveaux sens. Des mots s’entrecroisent à l’endroit puis à l’envers en se jouant de la perception.
Dans sa nouvelle production « Pierre Écrite », l’artiste renoue avec sa région de Haute-Provence, où le Préfet des Gaules Dardanus fit graver au Ve siècle un texte épigraphique sur un rocher nommé depuis lors : « Inscription de la Pierre Écrite ». Dans la continuité de sa série « Écart de mots », Jean Daviot grave sur des pierres des mots dont le choix est déterminé par la forme et l’origine de leur support. Rencontre impossible entre la lenteur des temps géologique, et l’immédiateté du langage.

## Expositions récentes (sélection)
(décembre 2020).
2019
- D, Frac Ile-de-France, Château de Rentilly

2018
- OY, Parc de la préhistoire, Caza d'oro, Tarascon-sur-Ariège

2017
- Le paradoxe du cartel, Galerie Valérie Delaunay, Paris
- Corps de cordes, Corderie royale, Rochefort
- Svet lo, Palais Kutscherfeld, Institut français de Slovaquie, Bratislava

2016
- Welcome to caveland par Philippe Quesne, Le Parvis, scène nationale Tarbes Pyrénées

2015
- Rêve et Caverne par l’Institut d'art contemporain de Villeurbanne, Château-Musée, Tournon-sur-Rhône

2014
- Lux, Le Fresnoy, Studio national des arts contemporains, Tourcoing
- l'île envisagée, Fondation Pierre Salinger, Le Thor

2013
- Avenir, Fondation Genshagen, Berlin
- Transgredir, possuir, destruir, Museo de Arte do Rio-MAR, Rio de Janeiro, Brésil
- Galaxie de Lalangue, Ile de Porquerolles
- L'art au défi de l'espérance, Mairie de Paris

2012
- The Hidden Mother, atelier Rouart/Berthe Morisot, Paris
- La plasticité du langage, Fondation Hippocrène, Agence Mallet-Stevens, Paris
- Écriture de lumières, Mathieu Muséum, Gargas
- Mot d'elle/ Modèle, Parc de Maison-Blanche, Marseille

2011
- Lieu/Lien, Palais du Pharo, Marseille
- Bocca del mondo, festival a part, Château royal, Tarascon,

2010
- Fondation Genshagen, Berlin
- Vie si on, Centre d'art contemporain, Saint-Restitut

2009
- Materialität der Sprache, KunstbüroBerlin, Berlin
- Dreamtime, les Abattoirs, Musée d'art moderne et contemporain, Toulouse
- Écriture de lune dans la grotte du Mas-d'Azil, Ariège
- ImaGinE, Domaine de Saint-Jean de Beauregard, Essonne

2008
- Journées mondiale de la philosophie, UNESCO, Insistance, Paris
- Paris/Budapest, château de Fehérvárcsurgó, Hongrie
- Boomerang, Maison des arts Georges Pompidou, Cajarc / Maison Daura, Saint-Cirq-Lapopie / Centre de  Préhistoire de Pech Merle
- …Einen augen-blick, bitte Kunstverein-Bad-Salzdetfurth e.V., Bodenburg, Allemagne
- Mujeres, Museo Shcp-Hacienda, Mexico, Mexique

2007
- Transformationen, Entgrenzungen, Körperräume Villa Oppenheim, Berlin
- L'Homme-Paysage, Château d'Oiron
- MEmoiRE, Nuit Blanche, Église Saint-Sulpice, Paris
- Propos d'Europe 0.6, Fondation Hippocrène, Agence Mallet-Stevens, Paris
- Écriture de lumières, Vidéo K.01, Centre d'art contemporain Le Parvis, Pau
- Main tenant, Passage de l'Art, Marseille
- Bocca del mondo, La loggia Montefiridolfi, Florence, Italie

2006
- La Force de l'art, Grand Palais, Paris
- Distorsions, Institut d'art contemporain, Villeurbanne
- L'Homme-Paysage, Palais des beaux-arts de Lille

## Monographies
- Denis Vialou, Victor Mazière, Jean Daviot, OY, Caza d'Oro, 2018,  (ISBN 978-2-9527730-5-8)
- Evelyne Toussaint, Jean Daviot, Nowmuseum, 2013
- Marc-Alain Ouaknin, Le ciel au bout des doigts, Paris Musées /Actes Sud, 2004
- Philippe Lançon, Jean Daviot, Victoire Éditions, Paris, 1998
- Nathalie Ergino, Hall, Paris, 1996

## Livres / catalogues (sélection)
- Philippe Renaud, Corps de cordes, Corderie Royale de Rochefort
- Sabrina Dubbeld, Job, l'art au défi de l'espérance Edition Ereme et Art Absolument, 2013,  (ISBN 978-2-918867-20-3)
- Pascal Pique, Dreamtime, les Abattoirs, Caza d’oro, Les presses du réel, 2011
- Jean-Luc Parant, Le bout des Bordes, Actes Sud, 2010
- Boomerang, Maison des arts Georges Pompidou, Artchibooks, 2009
- Jean Louis Maubant, Ambition d'art, les 30 ans du Nouveau Musée devenu institut d'art contemporain de Villeurbanne, édition Les presses du réel, 2008
- Nadia Candet, Collections particulières, 150 commandes privées d'art contemporain en France, Flammarion, 2008
- Evelyne Toussaint, Le statut de l'écrit, l'envers de l'envers du texte ou la figure matrice dans l'œuvre de Jean Daviot, presses universitaires de Pau, 2008
- Jeanette Zwingenberger, L'Homme-Paysage, Palais des beaux-arts de Lille, Somogy, Paris, 2006
- Pascale Le Thorel, Nouveau dictionnaire des artistes contemporains, Larousse, 2006
- Peinture contemporaine Française, Gallery Sagan, Séoul 2002
- Sun Chung, First Step to Infinity, Homi Publishing House, Séoul, 2001
- Richard Leydier, Le Big Crunch II, La Box, Bourges, janvier 2000
- Frank Lamy, Bernard Goy, Devenir, Jubilate, décembre 1999
- Sara Cochran, Spirit of Art, Abbaye de Royaumont, 1996

## Articles de presse (sélection)
- "Pourquoi la Haine", Revue Insistance No 15, Dominique Bertrand, Pierre Daviot, Alain-Didier Weill, Éditions Érès 2019
- "L'Art au défi de l'espérance", Sabrina Dubbeld, Art absolument hors-série, Janvier 2013
- "La plasticité du langage", BeauxArt magazine hors-série, Flammarion diffusion, septembre 2012
- Institut National d'Histoire de l'Art, l'Agenda, Edition de l'INHA, 2009
- "À quoi pense le cinéma", couverture et cahiers image, no 53, septembre, Revue du collège international de philosophie, Rue Descartes, no 53, septembre, 2009
- Jeanette Zwingenberger, "l'écart des mots", entretien avec Jean Daviot, trimestriel no 13, Images cachées, mai/juin/juillet, p. 86-89, Art Press, 2009
- Photographie Marie-Paule Nègre, textes Claudine Boni, "Des artistes en leur monde", la Gazette de l'Hôtel Drouot, Paris, 2006
- Couvertures de la Revue de psychanalyse Insistance, 2005-2013
- Marc-Alain Ouaknin dialogue avec J. Daviot, "D'yeux en questions", Art Press, Hors Série no 25, Images et religions du livre, octobre 2004, p. 48-53
- Henri-François Debailleux, les silhouettes habitées de Jean Daviot, Libération, no 7183, 16 juin 2004
- Art & Digital, Séoul, Corée, avril 2001
- François Jonquet, Murs : murs, Nova magazine, no 66, juin 2000, p. 62
- Couverture du no 23-24, mai 2002, de la revue de poésie JAVA.
- Gérard Courant, Cinématon no 474.

## Collections (sélection)
- Fonds national d'art contemporain (FNAC), France
- Fonds régional d'art contemporain (FRAC) d'Ile-de-France
- Les Abattoirs, Musée d'art moderne et contemporain de Toulouse, France
- Musée de Préhistoire de Solutré, Saône-et-Loire, France
- Fondation Hippocrène, France
- Fondation la Loggia, Florence, Italie